# Xã West Madison, Quận Polk, Missouri
Xã West Madison (tiếng Anh: West Madison Township) là một xã thuộc quận Polk, tiểu bang Missouri, Hoa Kỳ. Năm 2010, dân số của xã này là 547 người.